# Amusement World
Die Amusement World war ein 1967 als Patricia in Dienst gestelltes Fährschiff der schwedischen Reederei Svenska Lloyd, das unter diesem Namen bis 1977 zwischen Southampton und Bilbao im Einsatz stand. In ihrer über fünfzig Jahre andauernden Dienstzeit wechselte die Fähre mehrfach ihren Namen und Betreiber. Seit 1990 stand sie vorwiegend als Kreuzfahrtschiff im Einsatz, zuletzt von 1998 bis 2020 als Amusement World. 2021 ging das Schiff zum Abbruch ins indische Alang.

## Geschichte
Die Patricia entstand unter der Baunummer 1095 in der Lindholmens Varv in Göteborg und lief am 29. September 1966 vom Stapel. Nach ihrer Ablieferung an den Svenska Lloyd am 15. März 1967 nahm sie am 5. April 1967 den Fährbetrieb zwischen Southampton und Bilbao auf. Sie hatte zwei ältere Schwesterschiffe: Die 2003 abgewrackte Saga und die 2011 abgewrackte Svea, die beide 1966 in Dienst gestellt wurden.
Am 1. September 1977 beendete die Patricia nach zehn Dienstjahren ihre letzte Überfahrt für den Svenska Lloyd und war anschließend in Göteborg aufgelegt. Auf den Tag genau ein Jahr später ging sie als Stena Oceanica in den Besitz der ebenfalls schwedischen Stena Line über. Nach Umbauarbeiten nahm das Schiff im April 1979 den Dienst als Stena Saga zwischen Oslo und Frederikshavn auf. Ab Juni 1988 fuhr die Fähre nach Umbauten bei Nobiskrug in Rendsburg als Lion Queen unter Charter der Reederei Lion Ferry auf den Strecken Halmstad–Grenaa und Helsingborg–Grenaa.
Nach einem weiteren Umbau bei Nobiskrug im November 1989 konnte die Lion Queen auch für Kreuzfahrten eingesetzt werden. Unter dem Namen Crown Princess Victoria nahm sie im Mai 1990 den Dienst für Kurzreisen zwischen Victoria und Seattle auf, der jedoch nur kurzlebig war und bereits im Oktober 1990 wieder eingestellt wurde. Nach einer kurzzeitigen Umbenennung in Crown Princess ging das Schiff im Dezember 1990 als Pacific Star an Starlite Cruises und nahm im selben Monat den Betrieb für Casinokreuzfahrten zwischen San Diego und Ensenada auf. Denselben Dienst verrichtete sie ab Juni 1993 als Sun Fiesta unter Charter von Sun Fiesta Cruises zwischen Port Everglades und Freeport. Von März 1994 bis Juni 1997 stand das Schiff noch einmal als Fähre auf verschiedenen Routen unter ihrem alten Namen Lion Queen für Lion Ferry im Einsatz. Nach einer kurzen Dienstzeit als Putri Bintang in Malaysia ging es im Februar 1998 als Amusement World an seinen letzten Betreiber New Century Cruise Line. Von Singapur aus wurden neben Tagesreisen auch Casinokreuzfahrten nach Malaysia und Thailand angeboten. Ab 2005 folgten Tagesreisen ab Penang.
Die seit 2015 unter der Flagge Panamas stehende Amusement World blieb bis zum Ausbruch der COVID-19-Pandemie im Frühjahr 2020 im aktiven Einsatz und wurde im August desselben Jahres in Singapur nach 54 Dienstjahren endgültig ausgemustert. Das im April 2021 zum Abbruch verkaufte Schiff trat im Juni 2021 unter dem verkürzten Namen World seine letzte Fahrt an und traf am 4. August 2021 zum Abbruch im indischen Alang ein.